# Axsjön (Risinge socken, Östergötland, 650654-149836)
Axsjön är en sjö i Finspångs kommun i Östergötland och ingår i Motala ströms huvudavrinningsområde.